# Laver Cup de 2024
A Laver Cup de 2024 é a 7ª edição do torneio entre as equipes da Europa e do resto do mundo do tênis masculino.

## Participantes
| Time Europa                  | Time Europa        |
| ---------------------------- | ------------------ |
| Capitão: Björn Borg          |                    |
| Vice-capitão: Thomas Enqvist |                    |
| Ranking                      | Jogador            |
| 2                            | Alexander Zverev   |
| 3                            | Carlos Alcaraz     |
| 5                            | Daniil Medvedev    |
| 9                            | Casper Ruud        |
| 9PR(154)                     | Rafael Nadal       |
| 10                           | Grigor Dimitrov    |
| 12                           | Stefanos Tsitsipas |
| 32                           | Flavio Cobolli     |
| 37                           | Jan-Lennard Struff |

| Time Mundo                    | Time Mundo          |
| ----------------------------- | ------------------- |
| Capitão: John McEnroe         |                     |
| Vice-capitão: Patrick McEnroe |                     |
| Ranking                       | Jogador             |
| 7                             | Taylor Fritz        |
| 11                            | Alex de Minaur      |
| 13                            | Tommy Paul          |
| 16                            | Frances Tiafoe      |
| 17                            | Ben Shelton         |
| 22                            | Alejandro Tabilo    |
| 31                            | Francisco Cerúndolo |
| 78                            | Thanasi Kokkinakis  |

|  | Desistiu  |
|  | Alternate |

- Baseado no ranking de simples de 16 de setembro de 2024
- PR = Ranking protegido

Em setembro de 2024, Rafael Nadal anunciou sua desistência da Laver Cup, adiando seu retorno aos torneios após as Olimpíadas. O espanhol, que estava planejando competir no evento após sua participação nos Jogos Olímpicos  Paris 2024, optou por não jogar, priorizando sua recuperação física após os Jogos Olímpicos. A ausência de Nadal foi um golpe significativo para o Time Europa, que contava com sua experiência e talento para enfrentar o Time Mundo.

## Primeiro dia[7]
O primeiro dia da Laver Cup 2024 começou com o argentino Francisco Cerundolo, do Time Mundo, derrotando o norueguês Casper Ruud em sets diretos, com parciais de 6/4 e 6/4. A vitória de Cerundolo foi crucial para dar o primeiro ponto ao Time Mundo, que buscava quebrar a hegemonia do Time Europa na competição.
Em seguida, Stefanos Tsitsipas empatou o confronto ao vencer Thanasi Kokkinakis por 6/1 e 6/4. O grego demonstrou controle e consistência durante o jogo, garantindo o primeiro ponto para o Time Europa e deixando a disputa em 1 a 1 no primeiro dia do torneio.
No terceiro jogo do primeiro dia, o búlgaro Grigor Dimitrov, representando o Time Europa, protagonizou uma recuperação impressionante no segundo set contra o chileno Alejandro Tabilo. Após salvar um set point, Dimitrov venceu por 7/6(4) e 7/6(2), dando uma importante vitória para o Time Europa, que virou o placar para 2 a 1.
O último jogo do primeiro dia foi uma partida de duplas. A parceria entre Alexander Zverev e Carlos Alcaraz, do Time Europa, enfrentou a dupla do Time Mundo, Ben Shelton e Taylor Fritz. O  Time Mundo venceu com parciais de 7/6(5) e 6/4. Com esta vitória,  o primeiro dia terminou com placar empatado no 2 a 2.

## Segundo dia[13]
No segundo dia, Daniil Medvedev enfrentou Frances Tiafoe, em um dos jogos mais esperados do torneio. Alcaraz também enfrentou Ben Shelton.
Frances Tiafoe protagonizou uma virada espetacular sobre Daniil Medvedev, em um dos momentos mais emocionantes do torneio. O estadunidense venceu  por 3/6, 6/4 e 10/5, colocando o Time Mundo na liderança do placar geral em 4 a 2.
Após a vitória contra Daniil Medvedev, Frances Tiafoe comentou sobre a sensação inédita de derrotar o russo, relatando que durante sua experiência ele teve a sensação de como se fosse a lenda do tênis  Roger Federer. Tiafoe destacou a importância emocional da vitória, especialmente em um torneio tão prestigioso como a Laver Cup.
O segundo jogo do  dia na Laver Cup 2024 terminou com vitória do Time Europa e o placar geral do confronto empatado em 4 a 4. Carlos Alcaraz, após a derrota nas duplas no dia anterior, conseguiu uma vitória crucial em simples contra Ben Shelton pelo placar de  6/4 e 6/4. A atuação de Alcaraz manteve viva a esperança do Time Europa de vencer o torneio.

## Jogos
No dia 1, cada vitória vale 1 ponto; no 2, 2 pontos; no 3, 3 pontos. A primeira equipe com 13 pontos conquista o torneio.
| Dia | Data   | Modalidade | Jogador mandante (Europa)       | Jogador visitante (Mundo)    | Resultado         | Placar geral |
| --- | ------ | ---------- | ------------------------------- | ---------------------------- | ----------------- | ------------ |
| 1   | 20-set | Simples    | Casper Ruud                     | Francisco Cerúndolo          | 4–6, 4–6          | 0–1          |
| 1   | 20-set | Simples    | Stefanos Tsitsipas              | Thanasi Kokkinakis           | 6–1, 6–4          | 1–1          |
| 1   | 20-set | Simples    | Grigor Dimitrov                 | Alejandro Tabilo             | 7–64, 7–62        | 2–1          |
| 1   | 20-set | Duplas     | Carlos Alcaraz Alexander Zverev | Taylor Fritz Ben Shelton     | 56–7, 4–6         | 2–2          |
| 2   | 21-set | Simples    | Daniil Medvedev                 | Frances Tiafoe               | 6–3, 4–6, [5–10]  | 2–4          |
| 2   | 21-set | Simples    | Carlos Alcaraz                  | Ben Shelton                  | 6–4, 6–4          | 4–4          |
| 2   | 21-set | Simples    | Alexander Zverev                | Taylor Fritz                 | 4–6, 5–7          |              |
| 2   | 21-set | Duplas     | Casper Ruud Stefanos Tsitsipas  | Ben Shelton Alejandro Tabilo | 1–6, 2–6          | 4–8          |
| 3   | 22-set | Duplas     | Carlos Alcaraz Casper Ruud      | Ben Shelton Frances Tiafoe   | 6–2, 7–66         | 7–8          |
| 3   | 22-set | Simples    | Daniil Medvedev                 | Ben Shelton                  | 7–66, 5–7, [7–10] | 7–11         |
| 3   | 22-set | Simples    | Alexander Zverev                | Frances Tiafoe               | 56–7, 7–5, [10–5] | 10-11        |
| 3   | 22-set | Simples    | Carlos Alcaraz                  | Taylor Fritz                 | 6–2, 7–5          | 13–11        |